# Skogskapellet, Boden
Skogskapellet är en kyrkobyggnad på Skogskyrkogården i Södra Svartbyn i Boden, som tillhör Överluleå församling i Luleå stift. Kapellet togs i bruk år 1978.